# Sudan na Letnich Igrzyskach Olimpijskich 1960
Sudan na Letnich Igrzyskach Olimpijskich 1960 reprezentowało 10 zawodników (wszyscy mężczyźni). Reprezentanci Sudanu nie zdobyli żadnego medalu na tych igrzyskach.

## Skład kadry

### Boks
Mężczyźni
- Sayed Abdel Gadir - waga piórkowa - 17. miejsce
- Mohamed Rizgalla - waga lekkopółśrednia - 17. miejsce
- Mohamed Faragalla - waga półśrednia - 17. miejsce

### Lekkoatletyka
Mężczyźni
- Hamdan El-Tayeb - 100 metrów - odpadł w eliminacjach
- Isaac Elie - 110 metrów przez płotki - odpadł w eliminacjach

### Strzelectwo
Mężczyźni
- Omar Anas

karabin, 3 postawy, 300 m - 37. miejsce
karabin małokalibrowy, 3 postawy, 50 m - 73. miejsce
karabin małokalibrowy, leżąc, 50 m - 82. miejsce
- Basha Bakri - karabin, 3 postawy, 300 m - 39. miejsce
- Gibreel Ali

karabin małokalibrowy, 3 postawy, 50 m - 72. miejsce
karabin małokalibrowy, leżąc, 50 m - 80. miejsce

### Podnoszenie ciężarów
Mężczyźni
- Ibrahim Mitwalli - waga lekka - 25. miejsce
- Mirza Adil - waga średnia - 20. miejsce